# (273994) Cinqueterre
(273994) Cinqueterre est un astéroïde de la ceinture principale.

## Description
(273994) Cinqueterre est un astéroïde de la ceinture principale. Il fut découvert le 11 juillet 2007 à Vallemare Borbona par Vincenzo Silvano Casulli. Il présente une orbite caractérisée par un demi-grand axe de 3,06 UA, une excentricité de 0,09 et une inclinaison de 18,1° par rapport à l'écliptique.
Il est nommé d'après la région des Cinque Terre sur la riviera italienne.